# ガルウィングドア
ガルウィングドア、ガルウイングドア（gull wing door ）とは自動車などのドアの開閉方式の1つである。

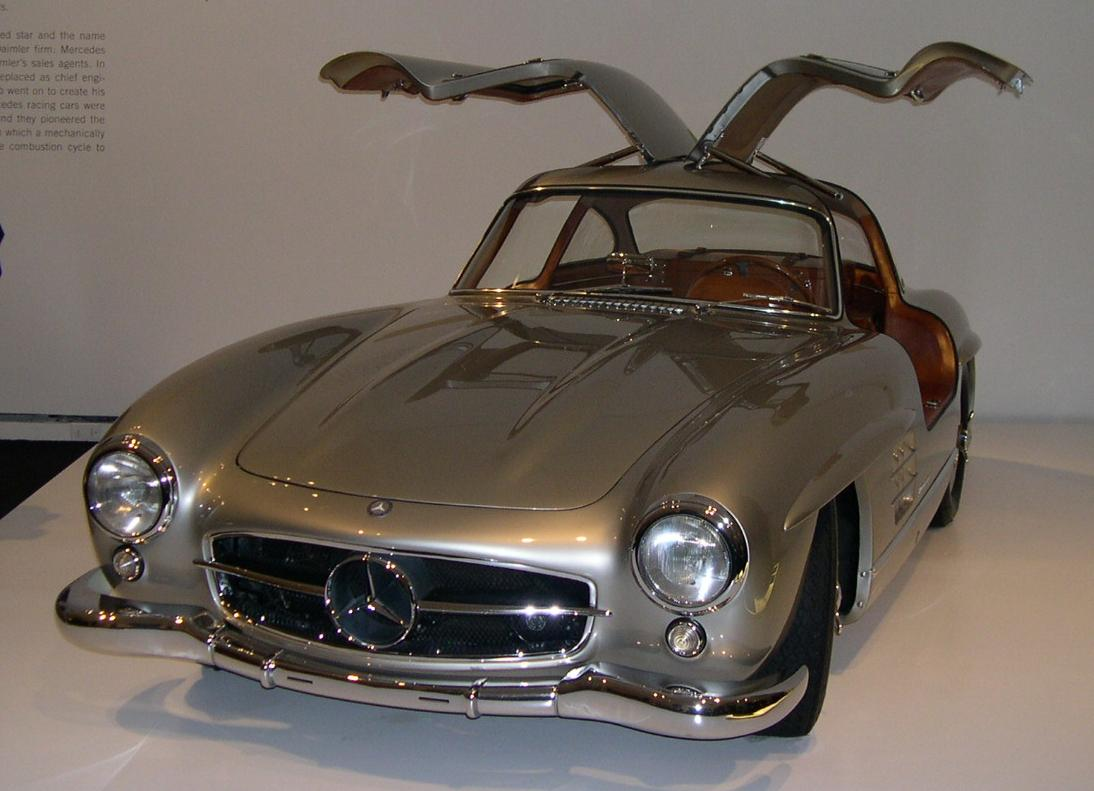
世界初のガルウイングドア採用の市販車「メルセデス・ベンツ・300SL」

## 解説
ヒンジの軸がほぼ垂直で車体左右の外側に向かって開くドアと異なり、ルーフとドア上辺の間に車体中心線にほぼ平行なヒンジを持ち、地面に対して垂直に展開するかたちで開く。市販の乗用車では1954年発表のメルセデス・ベンツ・300SLが初めて採用し、それ以降主に高級スポーツカー（スーパーカー）が採用している。開閉に必要な横方向のスペースは通常のドアよりも少ない。開閉アシスト用のガスストラットが劣化すると開操作が重くなり、閉まる側には勢いよく落ちるようになる。
車体剛性を確保するためサイドシル部が太く設計された場合、通常の横開きドアでは乗降性が悪化するため、これを解決する手段としてルーフ部まで開口するガルウィング式ドアが採用されるほか、車高（屋根高さ）の低い車の乗降性を高める目的でも使われる。このため、レーシングカーでの採用例が多い。
転覆してルーフが下になった場合、物理的にドアが開かなくなり車内に閉じ込められる可能性があるため、車内からフロントウインドシールドを蹴って破壊できるようにしたり（現在のほとんどの車種はフィルムや樹脂を挿んだ合わせガラスなので困難）、転覆した際の衝撃や自重で車体が変形するとフロントウインドシールドが外れて落ちるといった設計上の配慮も行われる。

## 類似のドアデザイン
ドアが斜め前方に持ち上がるものは「ポップアップドア」と総称される。その種類は様々で、ランボルギーニ・カウンタックのようにAピラー下部に車体中心線と直交する地面とほぼ平行な回転軸を持つ1点のヒンジがあり、ドアはほぼ垂直に斜め前方に持ち上がるものは「シザー（シザーズ）ドア」、「ランボルギーニドア」と呼ばれる。マクラーレン・F1やメルセデス・ベンツ・SLRマクラーレンのように、少なくともAピラー下部（スカットル部）にヒンジを持ち外側斜め前方に持ち上がるものを「バタフライドア」や「インセクトウィングドア」と呼び、多くはAピラー下部と上部の2点、あるいはAピラー下部とルーフの2点にヒンジがあり斜めの回転軸を持つ。バタフライドアのうち、スカットル部1点のヒンジにより外側斜め前方に持ち上がるものを特に「ディヘドラル / ダイヘドラルドア」と呼び区別する場合もある。

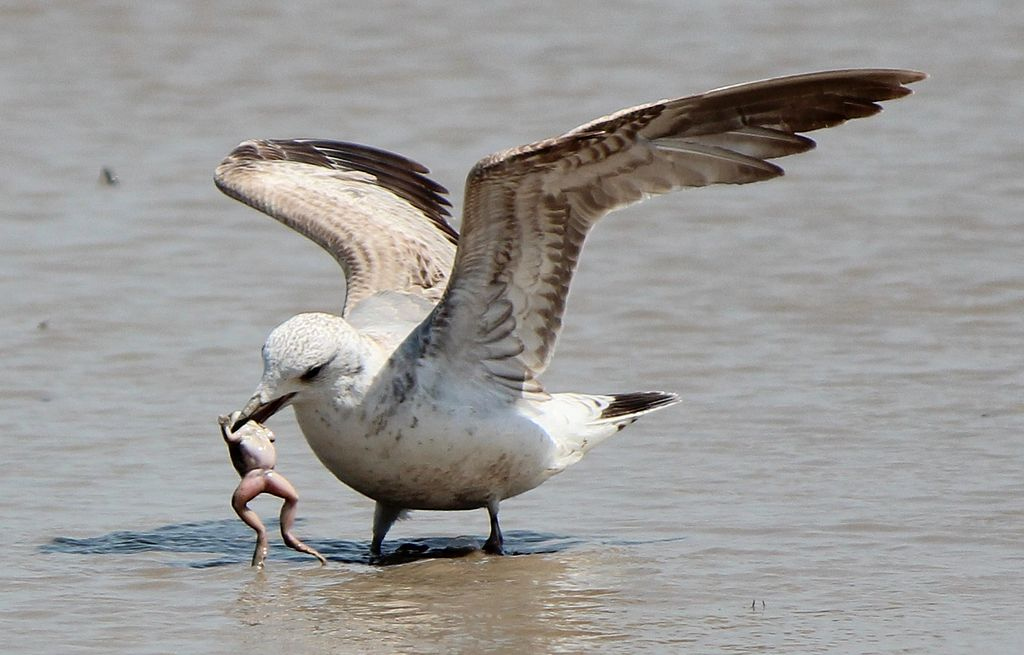
カモメ（ガル）の翼のように開くのが正しい「ガルウィングドア」

また、通常の前ヒンジドアに似るが水平ではなくやや上方外側に開く「スワン（ウィング）ドア」、一旦ドア全体が外に少し開いた後に垂直回転して乗降できるまで開く「ラプタードア」(正式名称：ディヘドラル・シンクロ・へリックス・アクチュエーション・ドア（Dihedral Syncro-Helix Actuation Door））、戦闘機等のようにドアとルーフが一体となって持ち上がる「キャノピードア」などがある。
通常のドアヒンジをリンクに変更し、ポップアップドアに改造するキットも販売されている。

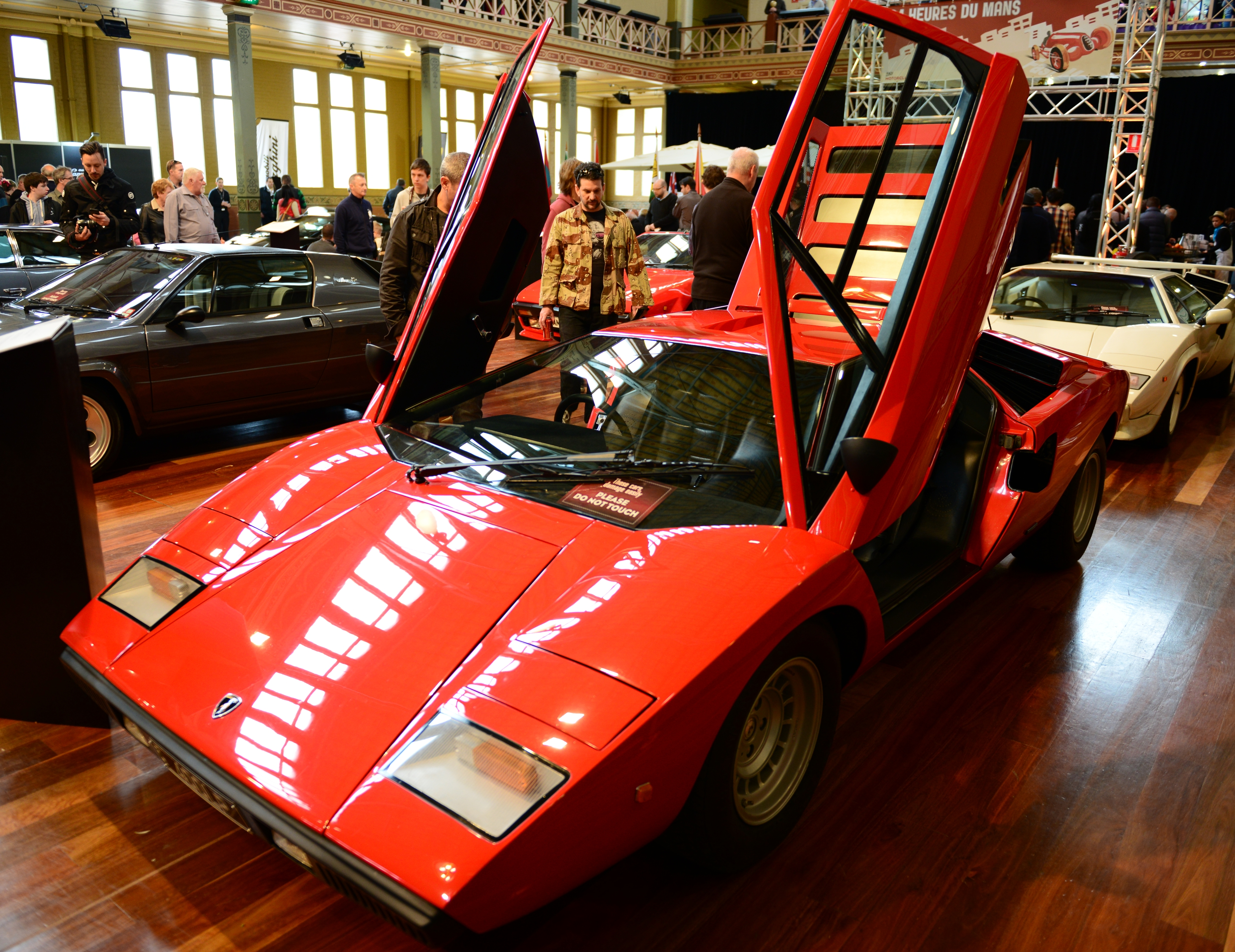
世界初のシザードア採用の市販車「ランボルギーニ・カウンタック LP400」
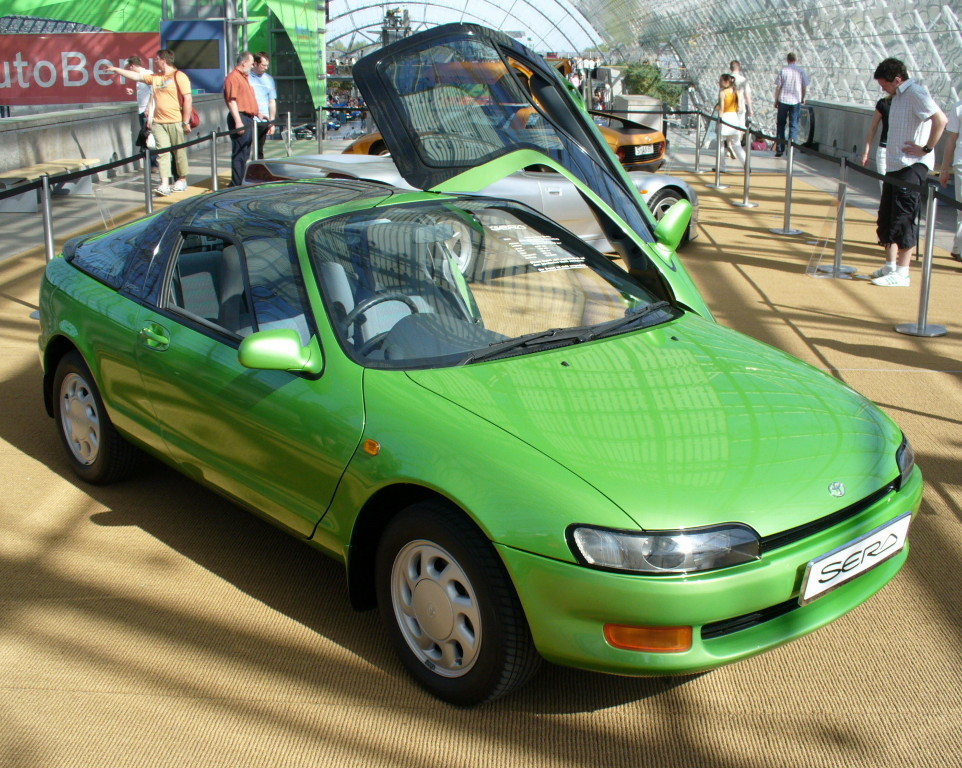
バタフライドアの例（トヨタ・セラ）
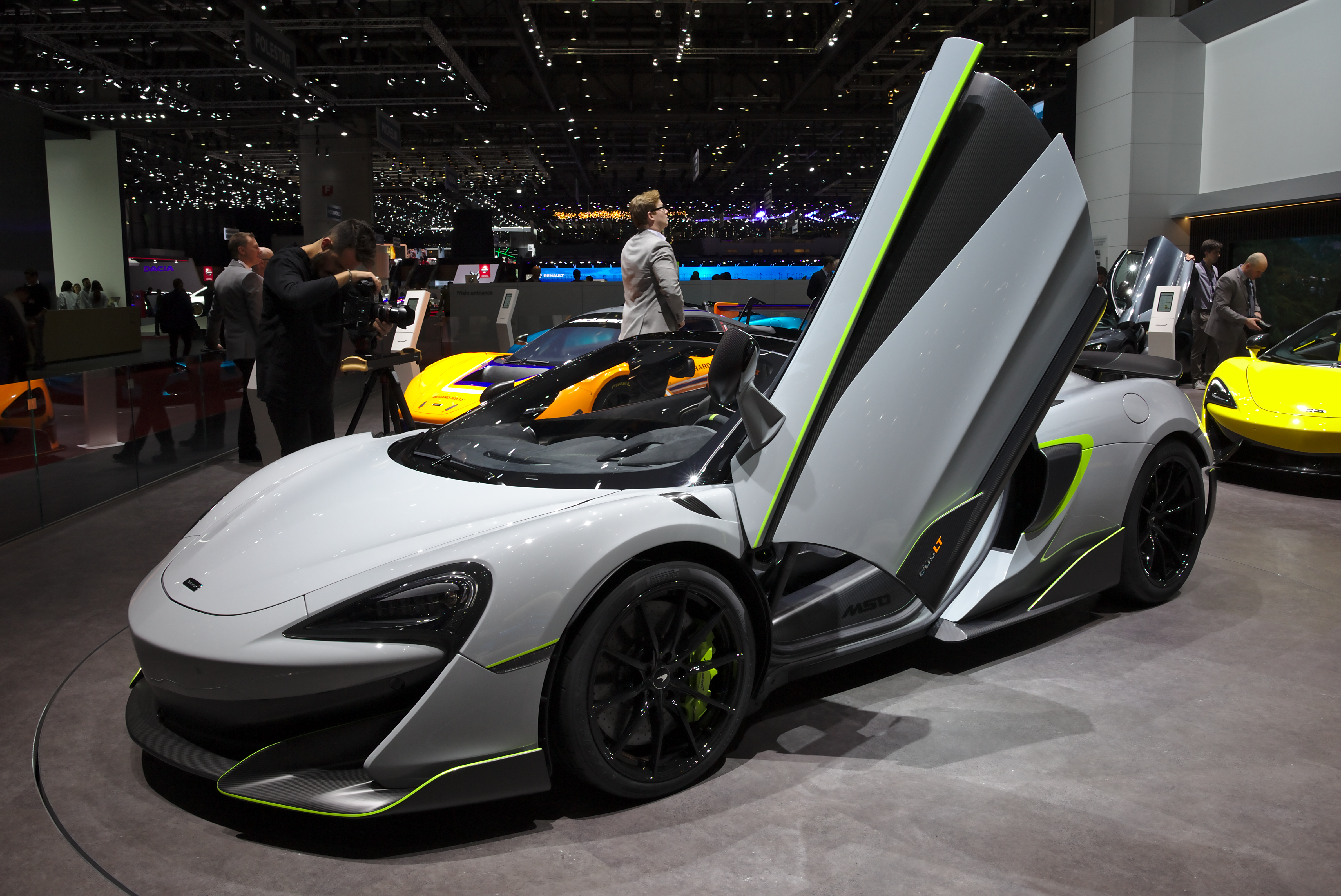
ディヘドラルドアの例（「マクラーレン 600LT」）
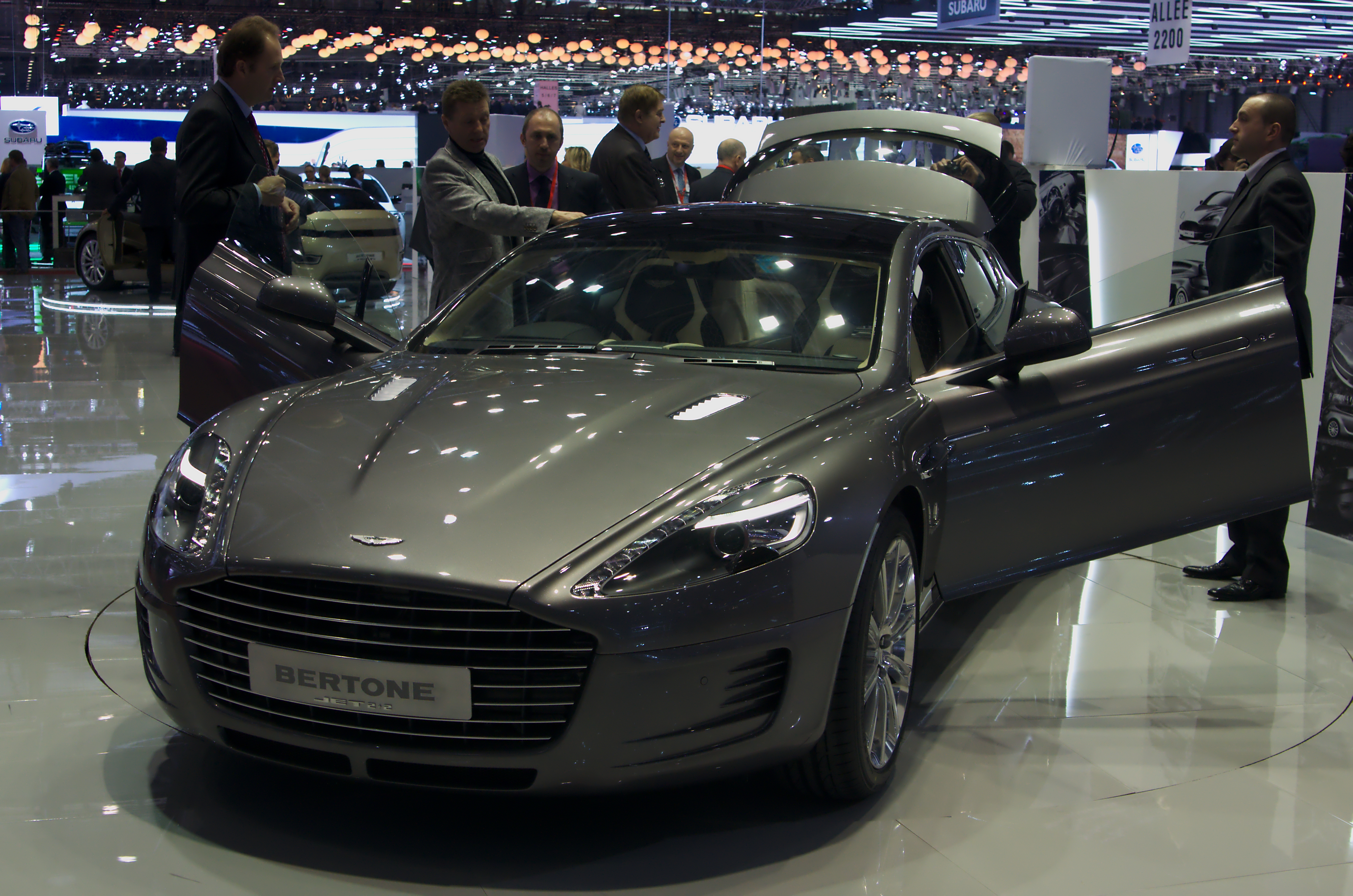
スワンドアの例（アストンマーティン・ラピード）
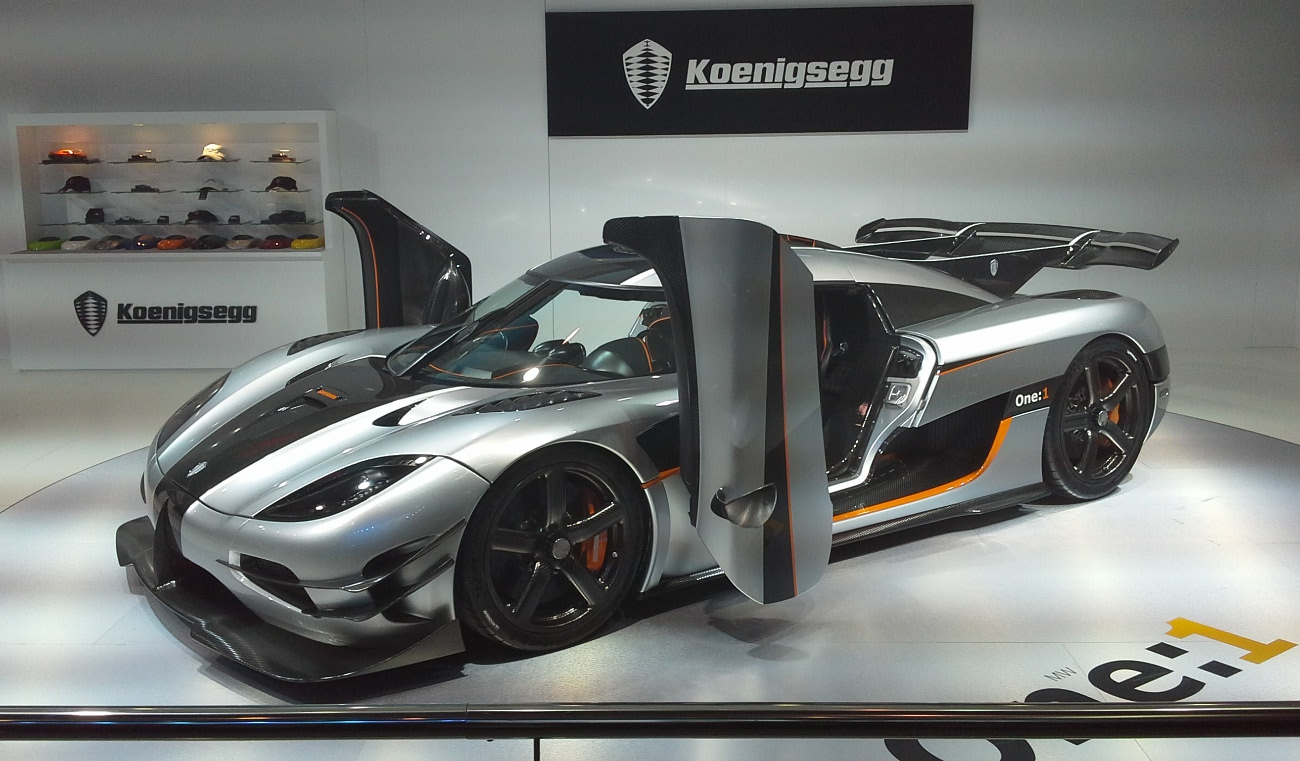
ラプタードアの例（ケーニグセグ・One:1）
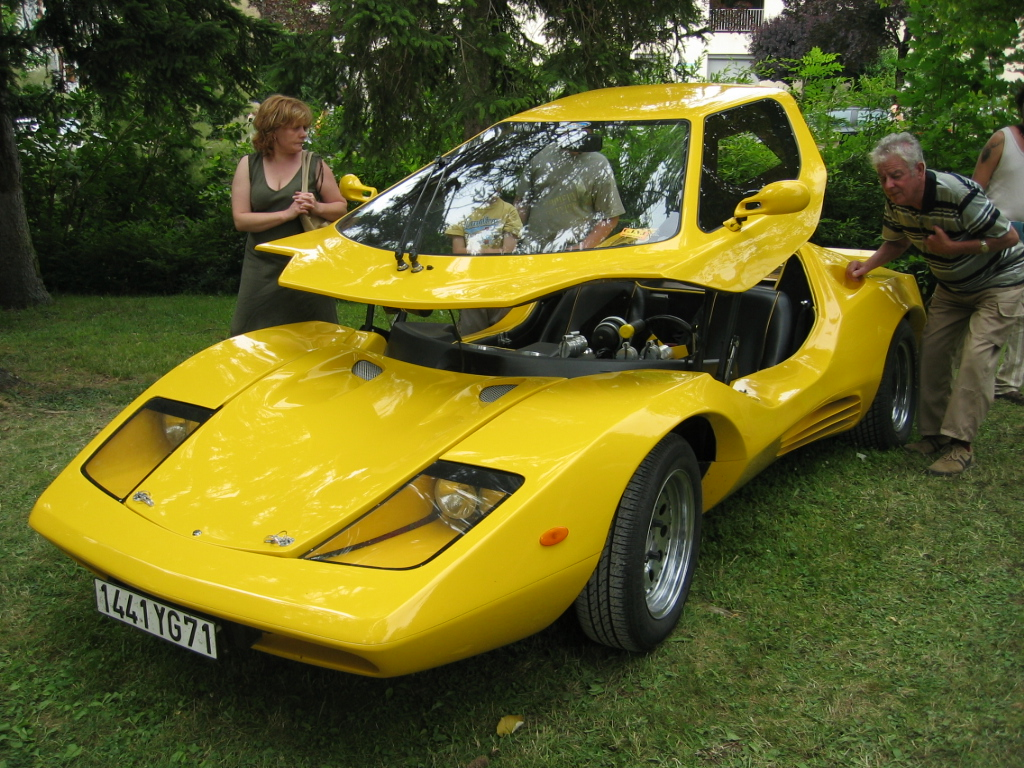
キャノピードアの例（「スターリング・ノヴァ（英語版）」）

## ガルウィングドアを持つ車種
- マツダ・オートザムAZ-1[2] / スズキ・キャラ(OEM)
- 三菱・エクリプス 三菱・スタリオン - 『ゴリラ・警視庁捜査第8班』のために制作されたもので、後に5台限定で発売される。
- ダイハツ・ミラミチート - 通常のミラウォークスルーバンを移動販売仕様に変更した特注モデルで、3代目のみ。

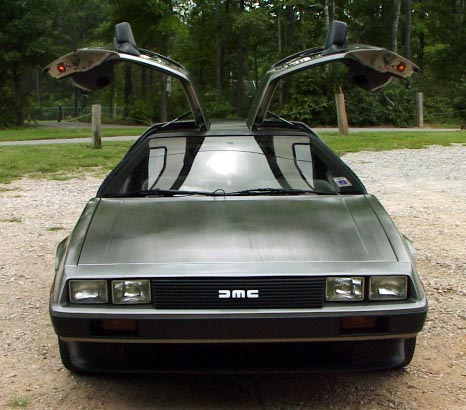
ホンダ・アコードエアロデッキ - 3ドアハッチバックのテールゲートに採用。
- ブルックリン・SV1
- ブリストル・ファイター
- デロリアン・DMC-12
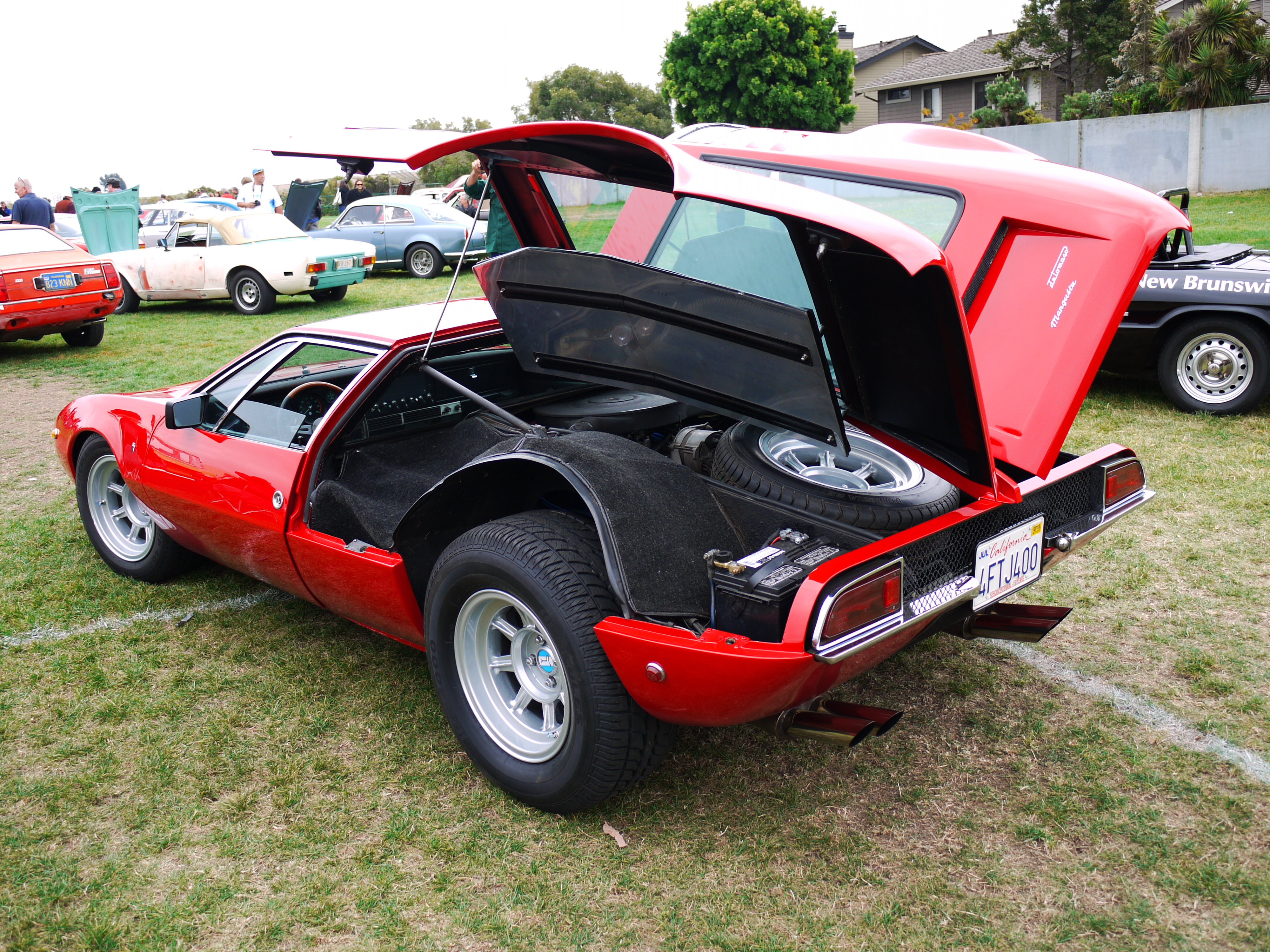
デ・トマソ・マングスタ - 乗員ドアではなく車体後部に採用。2シーターミッドシップのエンジンコンパートメントからラゲッジスペースまでがまとめて開く構造。
- グンペルト・アポロ
- イズデラ・コメンダトーレ 112i
- イズデラ インペレーター 108i
- ジオット・キャスピタ
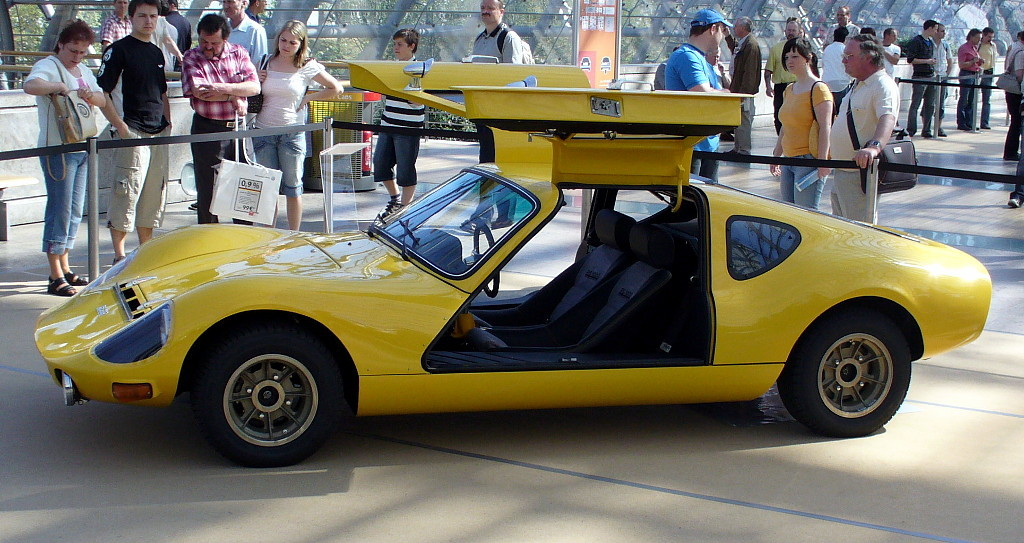
メルクス・RS 1000（ドイツ語版、英語版）
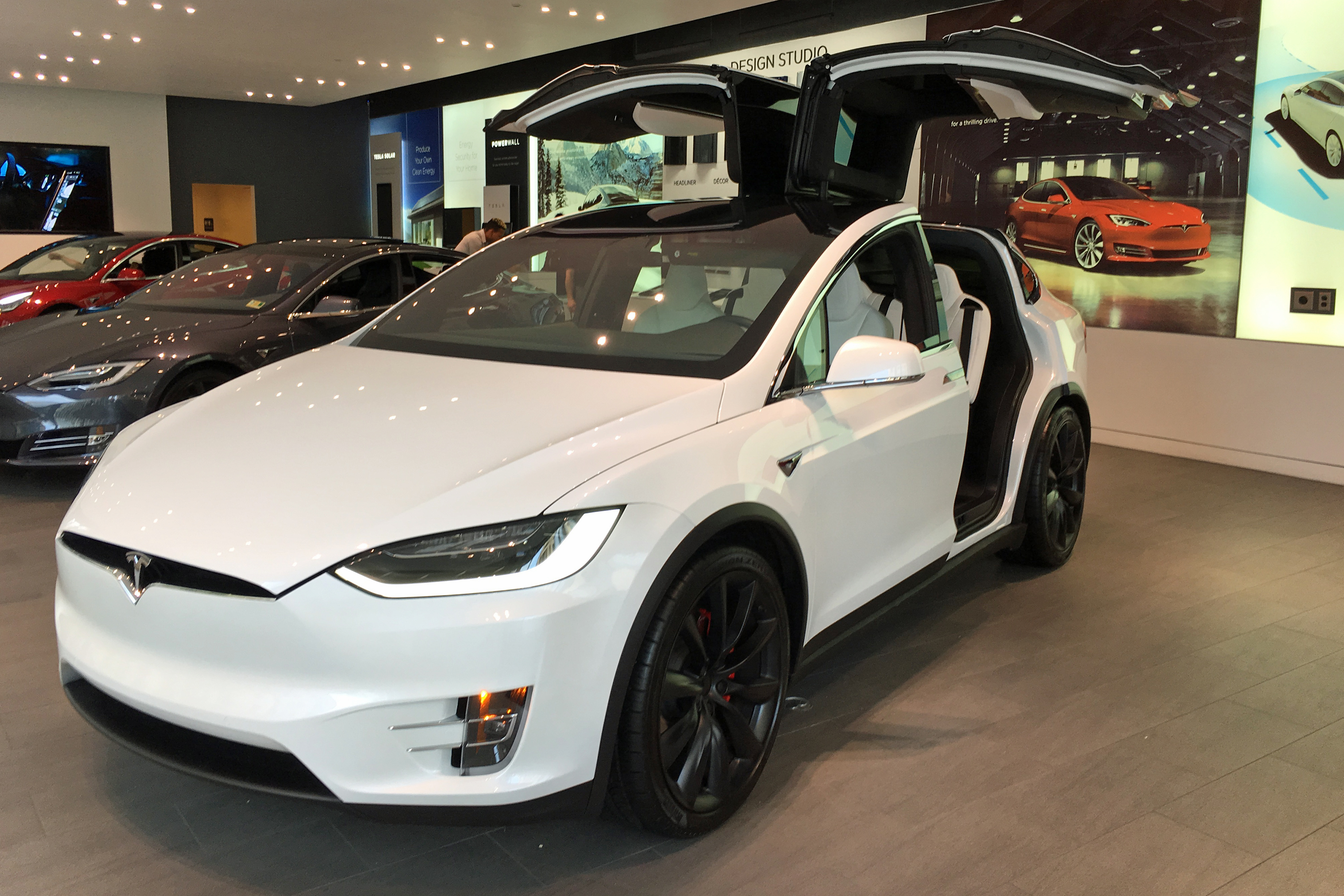
メルセデス・ベンツ・300SL
- メルセデス・ベンツ・SLS AMG（ソフトトップルーフを採用するロードスターモデルを除く）
- パガーニ・ウアイラ（ルーフが着脱式のロードスターモデルを除く）
- テスラ・モデルX - 後部座席ドアに採用。中折れ機構が付いており、ファルコンウィングドアと名付けられている。
- ラディカル・RXCターボ
- 柳沼ボデー工場・キャンバスウィング（ウィングボディ）

- デロリアン・DMC-12
- デ・トマソ・マングスタ
- メルクス・RS 1000
- テスラ・モデルX

## 類似のドアを持つ車種

### シザードア

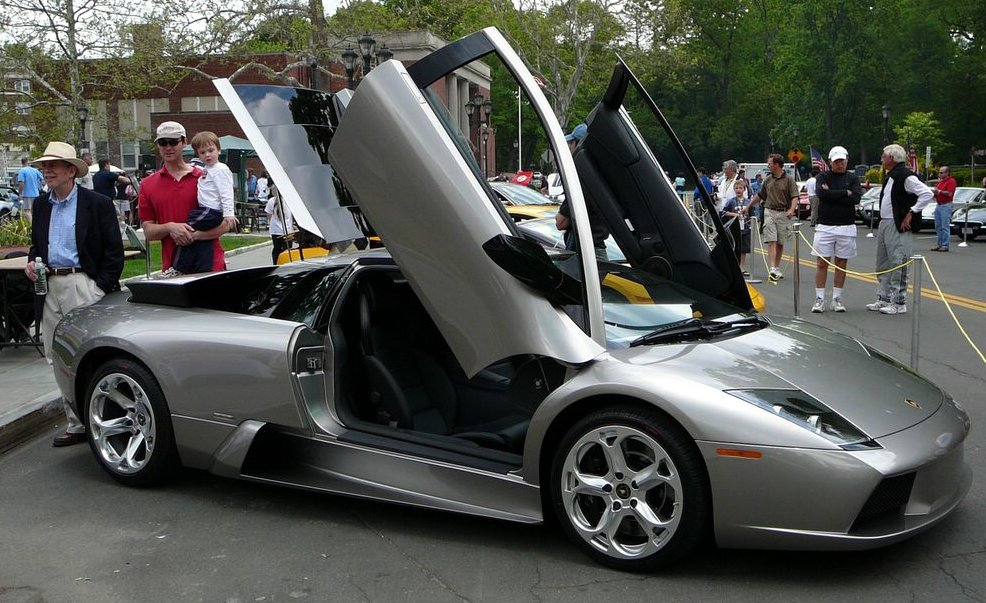
ランボルギーニ・カウンタック
- ランボルギーニ・ディアブロ
- ランボルギーニ・ムルシエラゴ
- ランボルギーニ・レヴェントン
- ランボルギーニ・アヴェンタドール
- ブガッティ・EB110
- 童夢-零
- 光岡・オロチ（ヌードトップロードスターのみで市販版は普通の横開きとなっている）
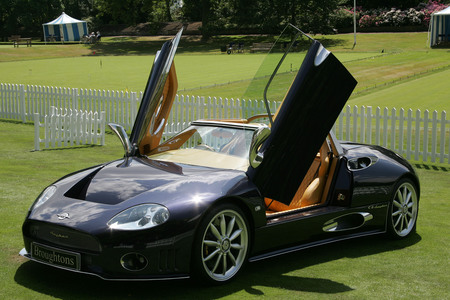
スパイカー・C8
- スパイカー・C12 ザガート
- ベクター・M12
- ベクター・W8
- ベクター・WX-3

- ランボルギーニ・ムルシエラゴ
- スパイカー・C8

### バタフライドア

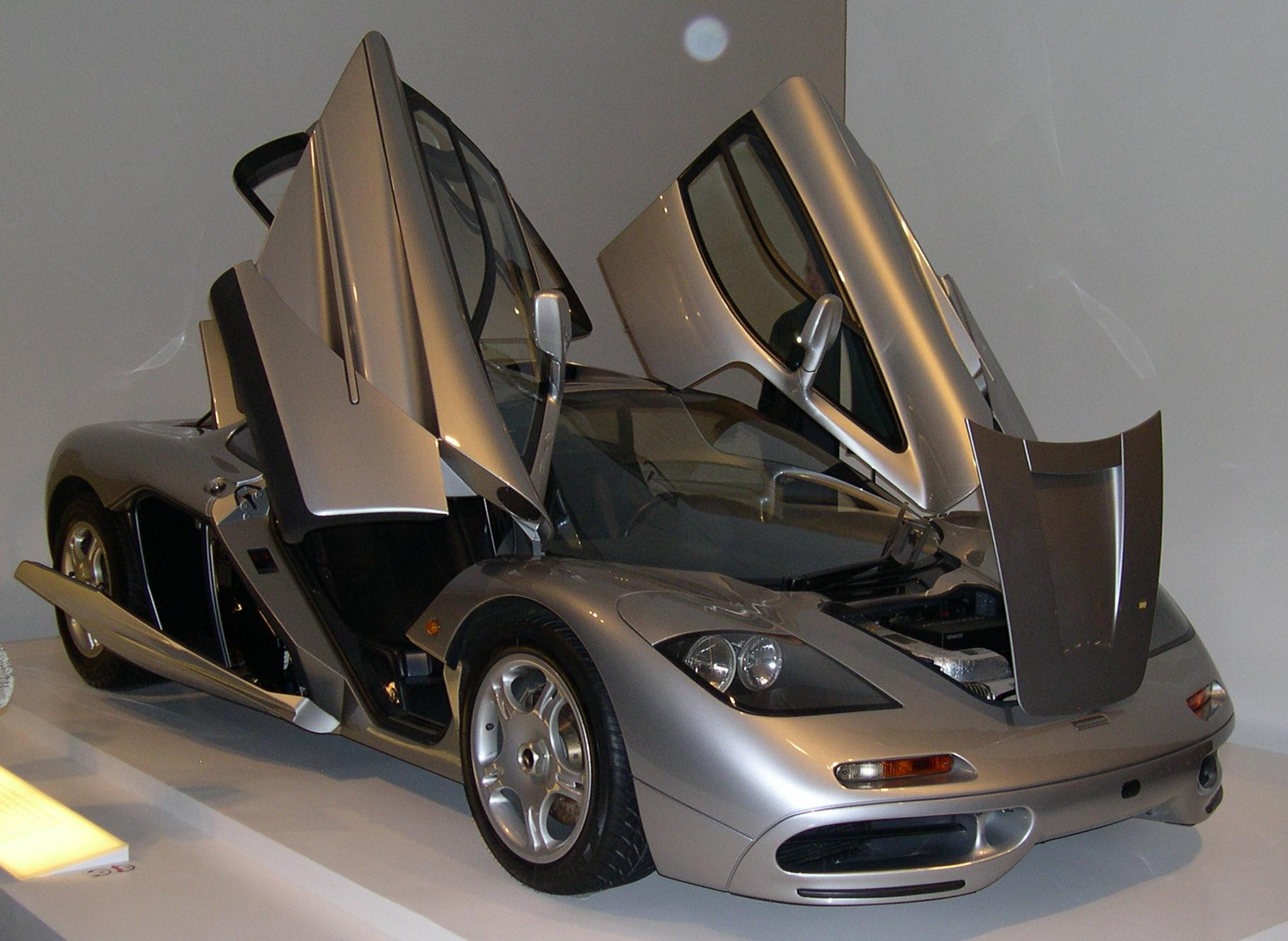
マクラーレン・720S
- BMW・i8
- フェラーリ・ラ フェラーリ
- フェラーリ・エンツォフェラーリ
- GMA・T.50
- マクラーレン・F1
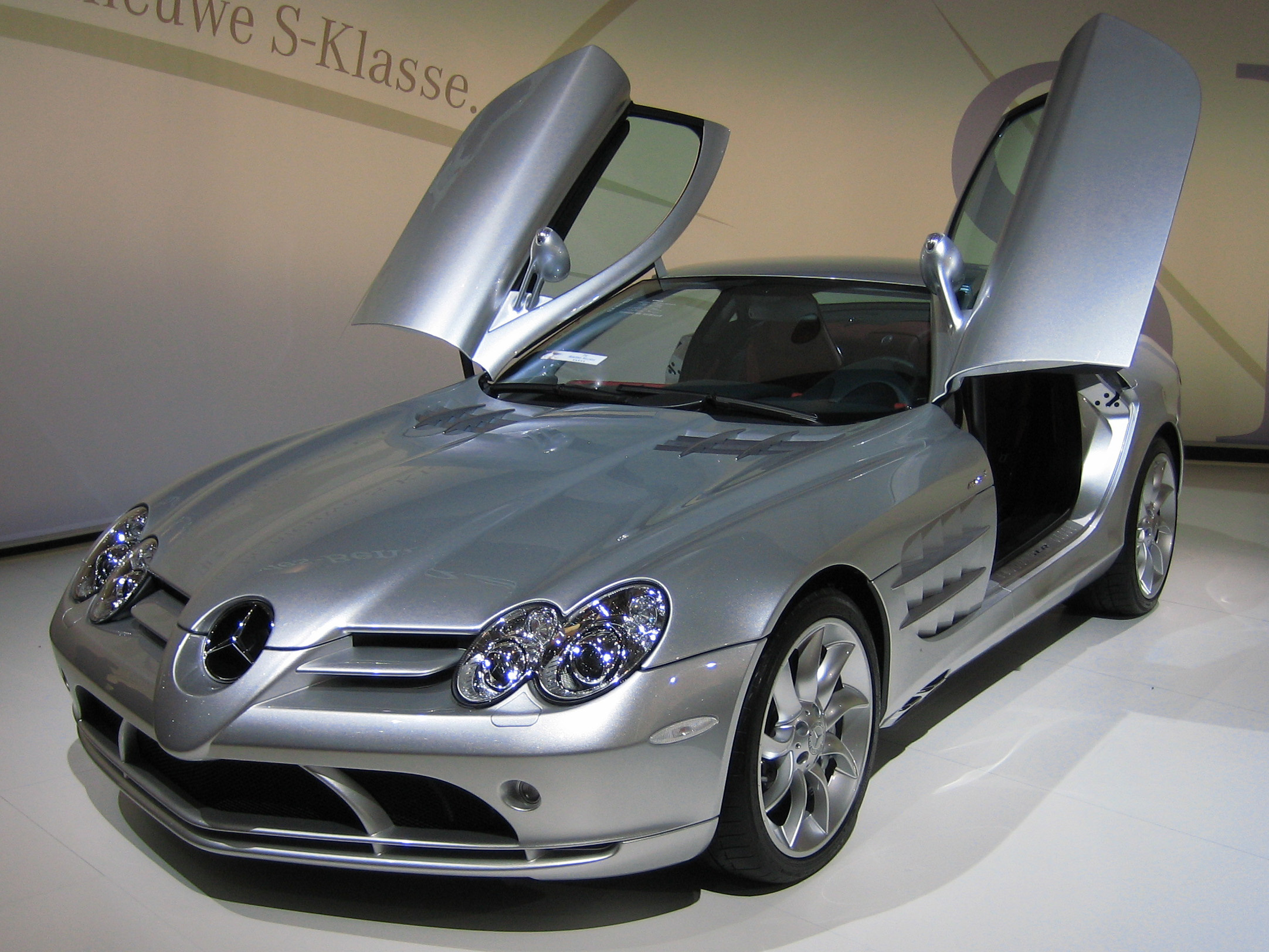
メルセデス・ベンツ・SLRマクラーレン
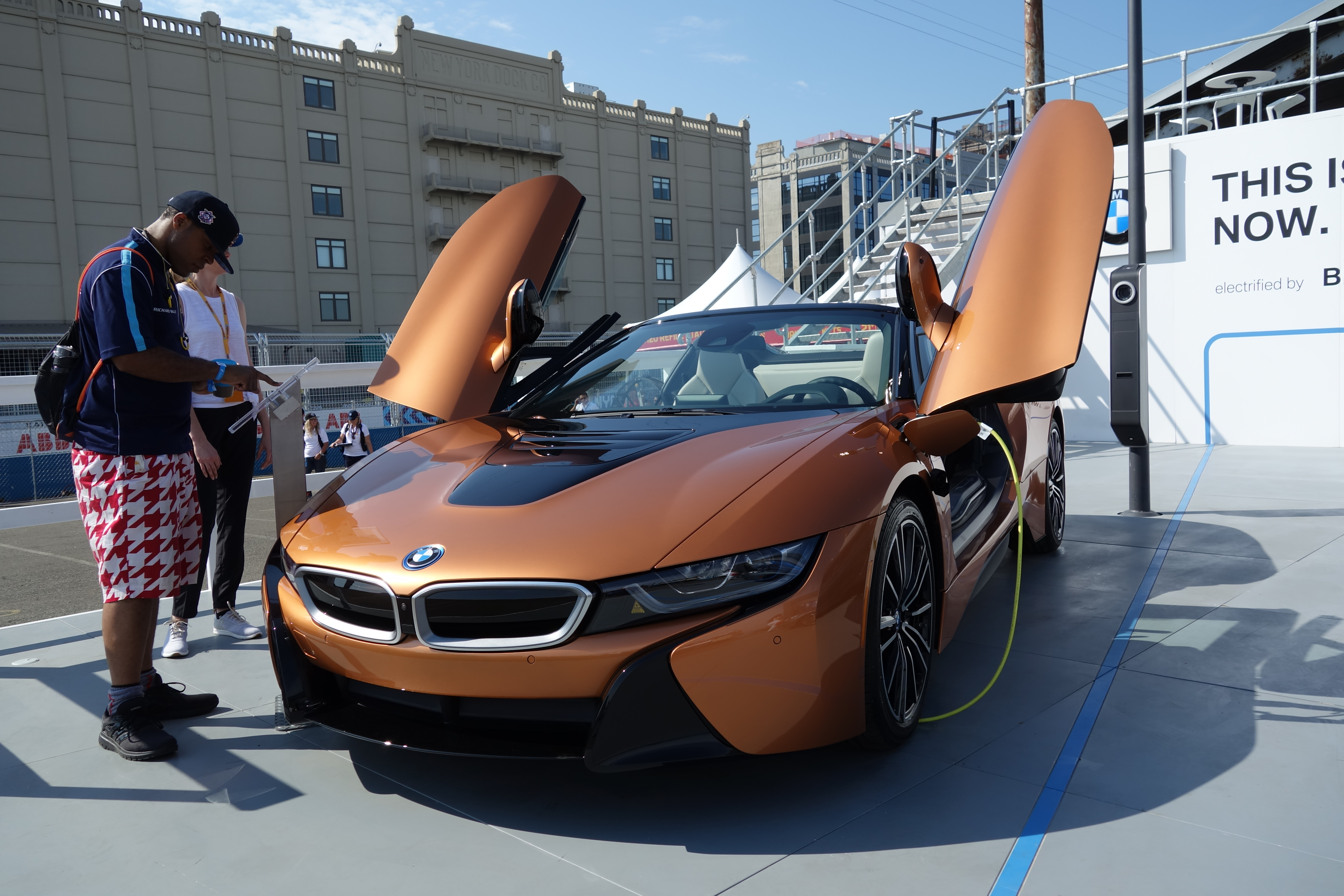
BMW・i8

- メルセデス・ベンツ・CLK-GTR
- ドンカーブート・D8 GT
- 日産・R390
- サリーン・S7
- パノス・エスペラント GTR-1
- ルノー・スポール（ルノー）・スパイダー
- SSC・エアロ
- トヨタ・セラ
- Yes! ロードスター

- マクラーレン・F1
- メルセデス・ベンツ・SLRマクラーレン
- BMW・i8

### ディヘドラルドア

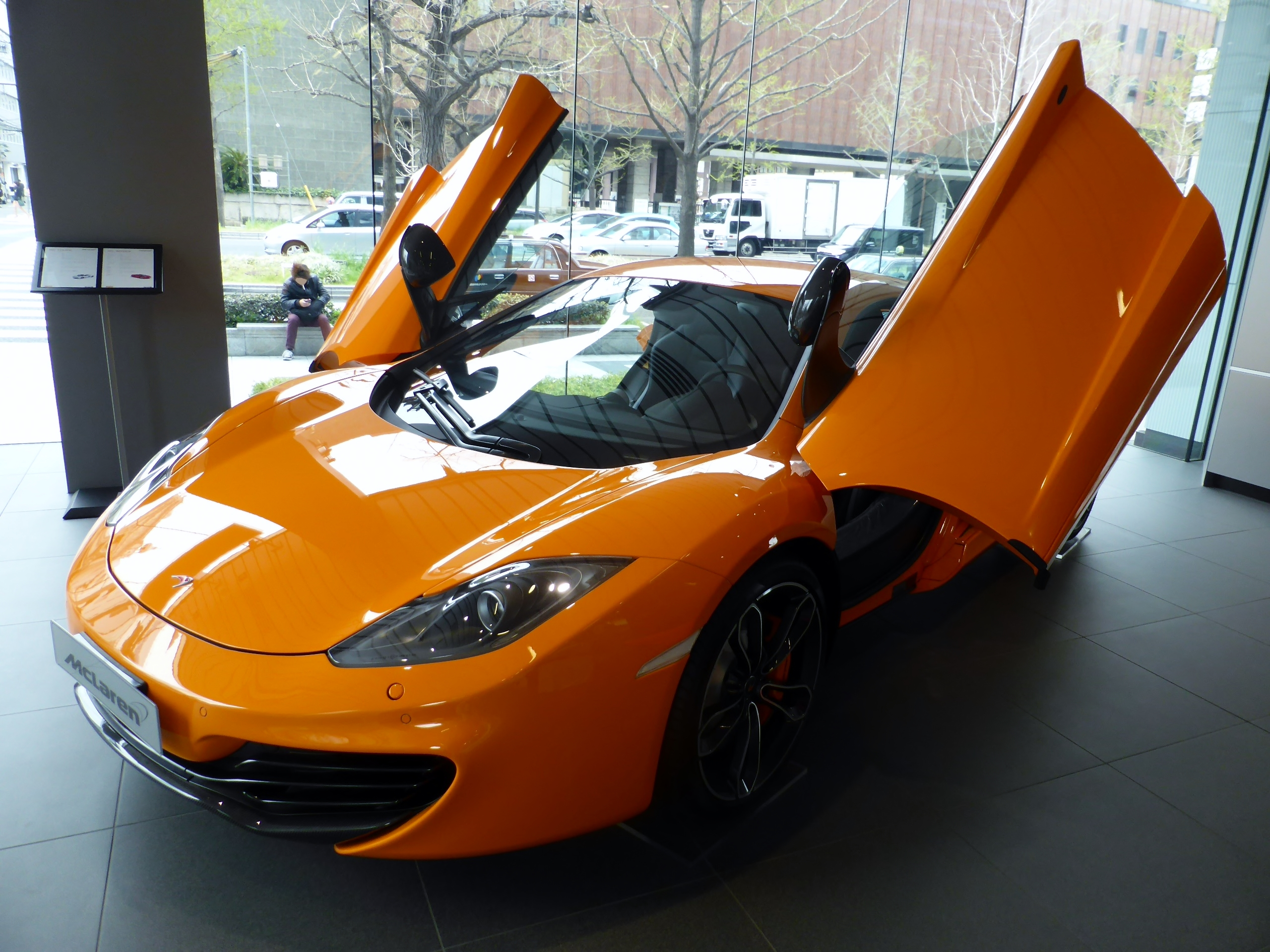
マクラーレン・MP4-12C
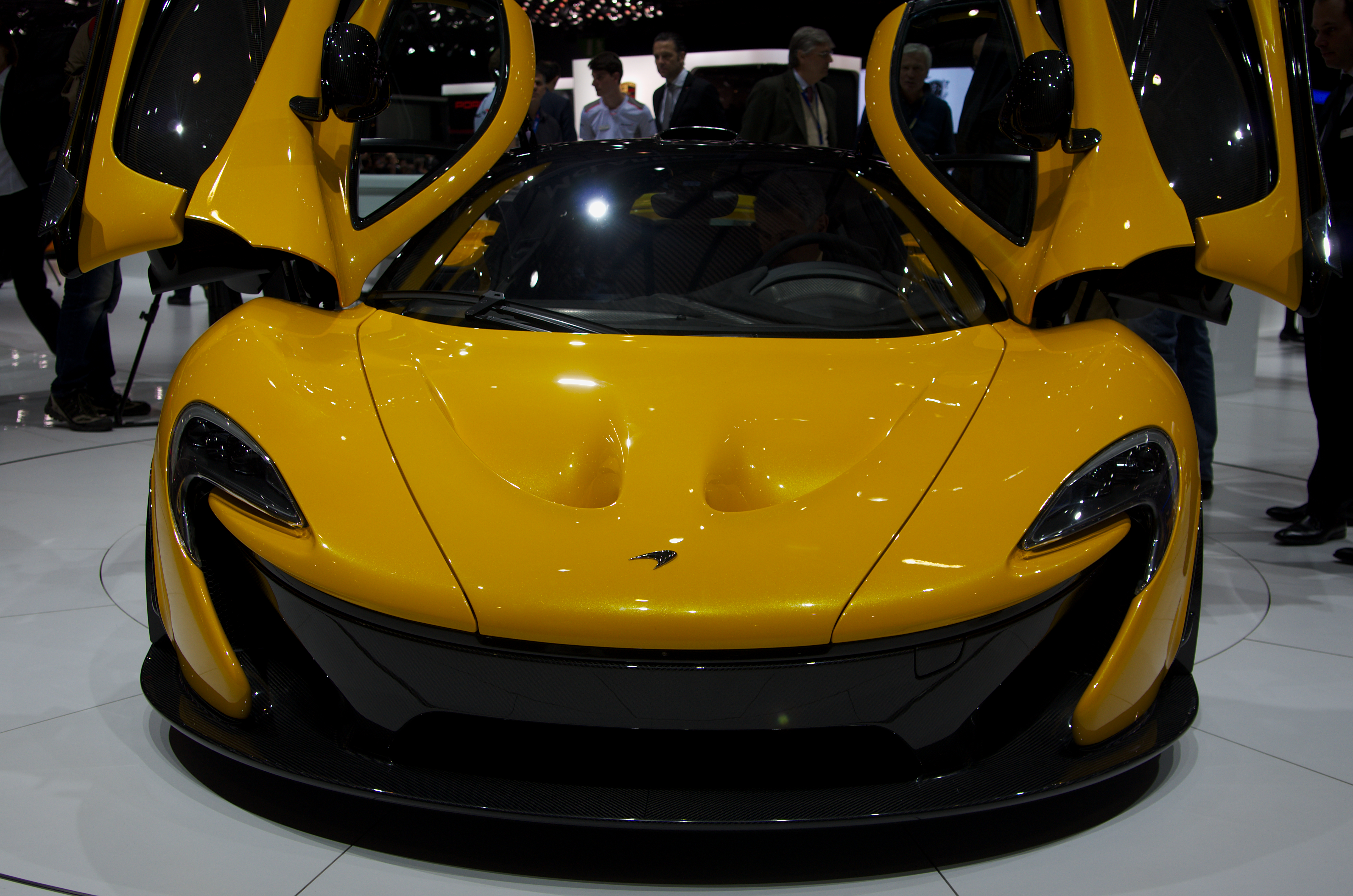
マクラーレン・セナ
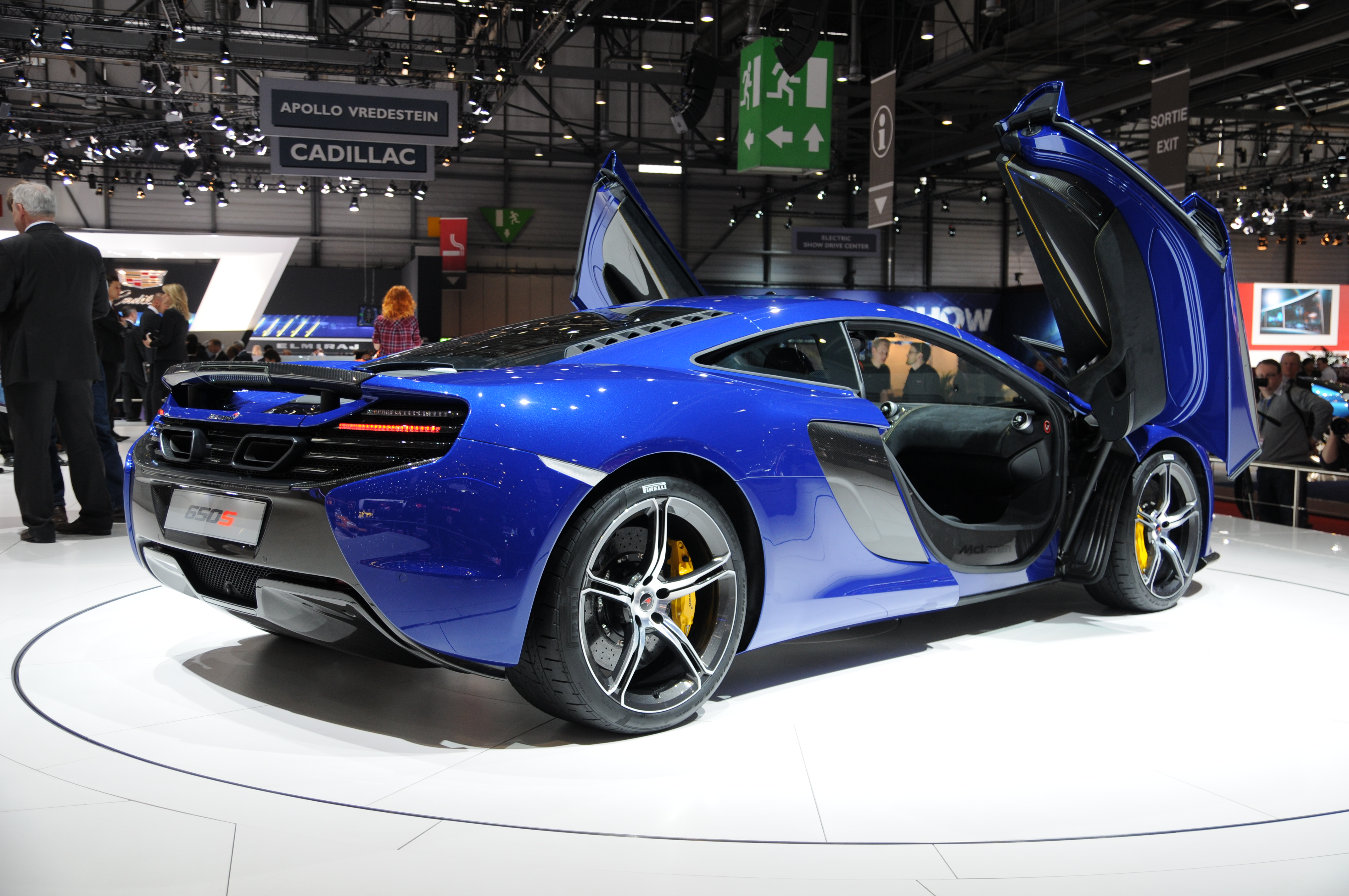
マクラーレン・P1
- マクラーレン・650S
- マクラーレン・570S
- マクラーレン・540C
- フォード・GT(2代目)

- マクラーレン・MP4-12C
- マクラーレン・P1
- マクラーレン・650S

### ラプタードア
正式名称は「DIHEDRAL SYNCHRO-HELIX ACTUATION DOOR」で、「ラプタードア」とは猛禽類の翼からの連想で、ドアコンバージョンキットメーカーの命名によるもの。導入事例はスウェーデンの自動車メーカーであるケーニグセグのみ。

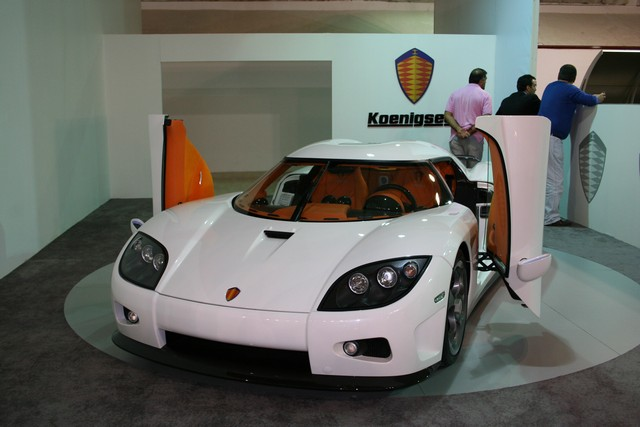
ケーニグセグ・CC
- ケーニグセグ・CC8S
- ケーニグセグ・CCR
- ケーニグセグ・CCX
- ケーニグセグ・アゲーラ
- ケーニグセグ・ジェスコ

- ケーニグセグ・CCX